# Токі (Підкарпатське воєводство)
Токі (пол. Toki) — село в Польщі, у гміні Новий Змигород Ясельського повіту Підкарпатського воєводства.
Населення — 424 особи (2011).
У 1975-1998 роках село належало до Кросненського воєводства.

## Демографія
Демографічна структура станом на 31 березня 2011 року:
|          | Загалом | Допрацездатний вік | Працездатний вік | Постпрацездатний вік |
| -------- | ------- | ------------------ | ---------------- | -------------------- |
| Чоловіки | 212     | 33                 | 159              | 20                   |
| Жінки    | 212     | 43                 | 114              | 55                   |
| Разом    | 424     | 76                 | 273              | 75                   |